# Xã Barnesville, Quận Clay, Minnesota
Xã Barnesville (tiếng Anh: Barnesville Township) là một xã thuộc quận Clay, tiểu bang Minnesota, Hoa Kỳ. Năm 2010, dân số của xã này là 147 người.